# American Born Chinese
American Born Chinese (titulada: Ni de aquí, ni de China en Hispanoamérica y Chino Americano en España) es una miniserie de televisión web estadounidense creada por Kelvin Yu para el servicio de streaming Disney+, adaptación del cómic de 2006, del mismo nombre de Gene Luen Yang. La serie consta de ocho capítulos y fue estrenada el 24 de mayo de 2023.

## Sinopsis
Jin Wang (interpretado por Ben Wang), hijo de inmigrantes taiwaneses, es un estudiante adolescente que busca su sitio entre sus compañeros de instituto. Colecciona mangas, trata de buscar popularidad al unirse al equipo de fútbol e intenta buscar su propia identidad ya que tiene miedo al rechazo por ser cómo es. Un día, Wei-Chen (Jimmy Liu), un estudiante de intercambio, llega a la escuela de Jin. A diferencia de Jin, Wei-Chen no creció en Estados Unidos, es ruidoso y abierto por naturaleza, y no exhibe las dudas e inseguridades de Jin. A veces, esto hace que Jin se sienta avergonzado de estar asociado con Wei-Chen.
Wei-Chen, a su vez, es el hijo de Sun Wukong (interpretado por Daniel Wu), comúnmente conocido como el Rey Mono, una figura legendaria en la literatura china. Wei-Chen soñó conque el mítico Cuarto Pergamino podría detener un levantamiento contra el Cielo. El sueño también le dijo que un adolescente estaría destinado a ayudarlo en su búsqueda. Entonces, Wei-Chen robó el bastón mágico de su padre y ahora, camuflado de estudiante de secundaria, busca el pergamino en la California terrenal, convencido de que Jin es el adolescente de su sueño profético.

## Elenco y personajes

### Principal
- Ben Wang como Jin Wang
- Yeo Yann Yann como Christine Wang, madre de Jin.
- Chin Han como Simon Wang, padre de Jin.
- Daniel Wu como Rey Mono / Sun Wukong
- Jim Liu como Wei-Chen, hijo de Sun Wukong.
- Sydney Taylor como Amelia, compañera de clase de Jin.
- Ke Huy Quan como Jamie Yao, actor que interpreta a Freddy Wong.
- Michelle Yeoh como Guanyin, diosa de la Misericordia.

### Recurrente
- Mahi Alam como Anuj, mejor amigo de Jin.
- Stony Blyden como Andy, compañero de fútbol de Jin.
- David Bloom como Josh, compañero de fútbol de Jin.
- Justin Jarzombek como Travis.
- Brian Huskey como Señor Larkins.
- Leonard Wu como Niu Mowang.
- Ronny Chieng como Ji Gong / Monje.

### Invitados
- Stephanie Hsu como Shiji Niangniang.[5]
- Hong Huifang como el zorro de nueve colas.[5]
- Poppy Liu como Princesa Iron Fan.[5]
- Rosalie Chiang como Suzy Nakamura.[5]
- James Hong como el Emperador Jade.[5]
- Lisa Lu como Ni Yang.[5]
- Jimmy O. Yang como Dragon King.[5]

## Episodios
| N.º | Título                                         | Dirigido por          | Escrito por                         | Fecha de emisión original |
| --- | ---------------------------------------------- | --------------------- | ----------------------------------- | ------------------------- |
| 1   | «What Guy Are You» «¿Quién eres?»              | Destin Daniel Cretton | Historia de: Kelvin Yu y Charles Yu | 24 de mayo de 2023        |
| 2   | «A Monkey on a Quest» «Un mono con una misión» | Dinh Thai             | Vali Chandrasekaran                 | 24 de mayo de 2023        |
| 3   | «Rockstar Status» «Nivel estrella de rock»     | Dennis Liu            | Warren Hsu Leonard                  | 24 de mayo de 2023        |
| 4   | «Make a Splash» «Causar sensación»             | Peng Zhang            | Aaron Izek                          | 24 de mayo de 2023        |
| 5   | «Abracadabra»                                  | Johnson Cheng         | Lawrence Dai                        | 24 de mayo de 2023        |
| 6   | «Hot Stuff» «Saltan Chispas»                   | Lucy Liu              | Kai Yu Wu                           | 24 de mayo de 2023        |
| 7   | «Beyond Repair» «No tiene arreglo»             | Erin O'Malley         | Lana Cho                            | 24 de mayo de 2023        |
| 8   | «The Fourth Scroll» «El cuarto volumen»        | Destin Daniel Cretton | Kelvin Yu                           | 24 de mayo de 2023        |

## Producción

### Desarrollo
El 4 de octubre de 2021, se anunció que Disney+ había dado luz verde a una adaptación de la novela gráfica de Gene Luen Yang y ordenó directamente en una mineserie, con Destin Daniel Cretton como director y Charles Yu y Kelvin Yu en el guion. El 28 de abril de 2022, los diseñadores de moda asiático-estadounidenses Prabal Gurung y Phillip Lim se unieron a la serie para trabajar junto con la diseñadora de vestuario Joy Cretton en la creación de vestuario. Lucy Liu confirmó ella misma en sus redes sociales, que también era directora de la serie.

### Casting
En febrero de 2022, se informó que Michelle Yeoh, Ben Wang, Yeo Yann Yann, Chin Han, Daniel Wu, Ke Huy Quan, Jim Liu y Sydney Taylor fueron elegidos para los papeles protagónicos. Stephanie Hsu se unió al elenco de la serie en mayo, interpretando a Shiji Niangniang, con Poppy Liu agregada en junio. El elenco invitado, incluidos Hsu y Liu, se anunció en febrero de 2023.

### Rodaje
La fotografía principal comenzó en la ciudad de Los Ángeles, California, el 8 de febrero  y terminó el 6 de julio de 2022.

## Recepción
En Rotten Tomatoes la serie tiene un índice de aprobación del 96%, basado en 47 reseñas, con una calificación promedio de 7.4/10. El consenso crítico del sitio dice, "American Born Chinese reúne elementos épicos de la mitología china para contar una historia profundamente identificable sobre la mayoría de edad". En Metacritic, tiene un puntaje promedio ponderado de 73 sobre 100, basada en 28 reseñas, lo que indica «críticas generalmente favorables». Kristen Baldwin de Entertainment Weekly le dio a American Born Chinese una A- y lo describió como una "combinación atractiva de humor sincero sobre la mayoría de edad y acción de artes marciales estimulante". Susana Polo de Polygon elogió el programa por la forma en que se diferencia de la novela gráfica y dijo: "Los chinos nacidos en Estados Unidos muestran una comprensión notable de cómo mantener el espíritu de una historia mientras se adapta para otra audiencia mediana y moderna de espectadores jóvenes"; describió la serie como "inteligente, moderna, seria y divertida en conjunto", y elogió las actuaciones del elenco. Sin embargo, la serie recibió críticas entre la prensa de Taiwán, al cambiar la nacionalidad del personaje de Wei-Chen. En la novela gráfica es taiwanés, mientras que en la serie es chino.

### Premios y nominaciones
| Año  | Premio                                                 | Categoría                                                  | Nominado(s)           | Resultado | Ref.   |
| ---- | ------------------------------------------------------ | ---------------------------------------------------------- | --------------------- | --------- | ------ |
| 2023 | Premios TCA                                            | Logro excepcional en programación familiar                 | American Born Chinese | Nominado  | [ 18 ] |
| 2023 | Asociación de Críticos de Hollywood                    | Mejor actor de reparto en una serie de streaming, comedia  | Ke Huy Quan           | Pendiente | [ 19 ] |
| 2023 | Asociación de Críticos de Hollywood                    | Mejor actriz de reparto en una serie de streaming, comedia | Yeo Yann Yann         | Pendiente | [ 19 ] |
| 2023 | Premios Hollywood Critics Association Creative Arts TV | Mejor casting en una serie de comedia                      | American Born Chinese | Pendiente | [ 19 ] |